# Piatydnie (przystanek kolejowy)
Piatydnie (ukr. П'ятидні) – przystanek kolejowy w miejscowości Piatydnie, w rejonie włodzimierskim, w obwodzie wołyńskim, na Ukrainie.